# Belle Fontaine (Alabama)
Belle Fontaine es un lugar designado por el censo ubicado en el condado de Mobile, Alabama, Estados Unidos. Según el censo de 2020, tiene una población de 613 habitantes.

## Geografía
La localidad está ubicada en las coordenadas 30°29′22″N 88°6′21″O / 30.48944, -88.10583 (30.489492, -88.10594), a una altitud de 7 metros sobre el nivel del mar.